# فوریه ۱۰۱۰۱
سیارک ۱۰۱۰۱ (به انگلیسی: 10101 Fourier، نامگذاری:1992BM2) ده هزار و صد و یکمین سیارک کشف شده‌است که در ۳۰ ژانویه ۱۹۹۲ کشف شد.
قدر مطلق سیارک برابر ۱۳٫۹۰ است.